# Fernando Palomeque
Fernando Palomeque Díaz (Distrito Federal, México, 20 de marzo de 1968) es un exfutbolista y entrenador mexicano, jugaba en la posición de portero. Actualmente dirige a Guadalupe Fútbol Club de la Primera división de Costa Rica.

## Trayectoria como jugador
Tuvo una trayectoria muy variada en su natal México, jugando para equipos importantes como el Querétaro Fútbol Club, el Atlético Celaya, Tiburones Rojos de Veracruz, con el San Luis Fútbol Club (actual Atlético de San Luis) y los Correcaminos de la UAT.

## Trayectoria como auxiliar técnico
Su experiencia como entrenador comenzó siendo el auxiliar técnico de Flavio Davino en su etapa con los Alebrijes de Oaxaca, con Wilson Graniolatti en el Deportivo Toluca con su etapa del Clausura 2012, y con el Club Puebla de Pablo Marini.

## Trayectoria como entrenador

### Celaya Fútbol Club
Como Director Técnico, dirigió su primer partido en el Ascenso MX con el Celaya Fútbol Club el 30 de marzo de 2014, en un partido contra el Cruz Azul Hidalgo, que terminó 1-0 en favor de "La Maquinita". En su primera temporada con los "cajeteros" solo entrenó al equipo en tres partidos, los tres con derrota, dimitiendo al cargo 3 meses después.

### Altamira Fútbol Club
El 14 de febrero de 2015, el Estudiantes de Altamira contrató a Palomeque como su entrenador para el Clausura 2015. Debuta dos días después contra el Club Atlético Zacatepec, con un saldo de 1-0 en favor del cuadro navegante. A pesar de que mantuvo un saldo favorable (2-3-5), dimitió el 30 de junio del mismo año.

### Belén Fútbol Club
Verano 2016
Luego de su paso por el fútbol mexicano, el Belén Fútbol Club de la Primera División de Costa Rica lo contrata para el Verano 2016. El equipo venia con ciertas dudas que rápidamente Palomeque se encargó de solucionar, ya que en su primer torneo, logró que el equipo "belemita" consiguiera clasificarse a las semifinales del torneo como 4.º lugar, dando una cara fuerte contra el favorito del torneo, el Club Sport Herediano, terminando el global 2-2, con el conjunto rojiamarillo clasificándose por gol de visita.
Invierno 2016
La temporada siguiente no brindó los mismos resultados que la temporada anterior, habiendo llegado solo a la 9.ª posición, con solo 23 puntos (6-5-11). Empató el primer partido contra el Municipal Liberia en el Estadio Edgardo Baltodano por 1-1, pero los resultados venían en declive cuando permitió 4 derrotas seguidas ante el Herediano, el Municipal Pérez Zeledón, ante la Asociación Deportiva Carmelita y el Santos de Guápiles por 3-2, 3-1, 2-0, y 1-0 respectivamente.
Debido a la mala racha que consumaba el equipo, Palomeque dimite el 20 de febrero del 2017, con un saldo de 8-8-17 (G-E-P).

## Clubes

### Como jugador
| Club                        | País   | Año         |
| --------------------------- | ------ | ----------- |
| Querétaro FC                | México | 1990 - 1992 |
| Atlético Celaya             | México | 1994 - 1995 |
| Tiburones Rojos de Veracruz | México | 1995 - 1997 |
| San Luis Fútbol Club        | México | 1997 - 1998 |
| Correcaminos de la UAT      | México | 1998 - 1999 |

### Como Auxiliar Técnico
| Club                  | País       | Año         | Asistente de          |
| --------------------- | ---------- | ----------- | --------------------- |
| Deportivo Toluca      | México     | 2012        | Wilson Graniolatti    |
| Atlético de San Luis  | México     | 2014        | Flavio Davino         |
| Club Puebla           | México     | 2015        | Pablo Marini          |
| Alebrijes de Oaxaca   | México     | 2016        | Flavio Davino         |
| Guadalupe             | Costa Rica | 2021        | Alexander José Vargas |
| Club Sport Cartaginés | Costa Rica | 2023 - 2024 | Mario García Covalles |

### Como entrenador
| Club                                | País       | Año       |
| ----------------------------------- | ---------- | --------- |
| Reboceros de La Piedad              | México     | 2011      |
| Club Celaya                         | México     | 2014      |
| Altamira FC                         | México     | 2015      |
| Belén Fútbol Club                   | Costa Rica | 2016-2017 |
| Guadalupe FC                        | Costa Rica | 2017–2018 |
| Jicaral de Sercoba                  | Costa Rica | 2018      |
| Puntarenas FC                       | Costa Rica | 2018      |
| Asociación Deportiva Carmelita      | Costa Rica | 2019      |
| Municipal Grecia                    | Costa Rica | 2020      |
| Club Sport Herediano                | Costa Rica | 2021      |
| Asociación Deportiva Cariari Pococí | Costa Rica | 2023      |
| Guadalupe Fútbol Club               | Costa Rica | 2023      |
| Guadalupe Fútbol Club               | Costa Rica | 2024-Act  |

## Palmarés

#### Títulos nacionales
| Título                         | Club                  | País       | Año  |
| ------------------------------ | --------------------- | ---------- | ---- |
| Segunda División de Costa Rica | Guadalupe Fútbol Club | Costa Rica | 2024 |
| Segunda División de Costa Rica | Guadalupe Fútbol Club | Costa Rica | 2025 |